# 成功萬善廟
23°05′51″N 121°22′56″E / 23.097634°N 121.382170°E
成功萬善廟位於臺灣臺東縣成功鎮成功漁港旁，是一間主祀萬善爺的道教廟宇。除主祀萬善爺外，還祭祀著一尊木雕旗魚神，為全臺唯一祭拜旗魚神的廟宇，因此又有旗魚神廟的別稱。

## 沿革

### 日治時期
成功萬善廟早在臺灣日治時期便已經存在，然而當時僅有設立一間簡易的鐵皮小屋，屋內供奉著一塊神祖牌位供人膜拜。

### 戰後時期
1956年，成功鎮地方仕紳李益義到訪臺南的南鯤鯓萬善堂，並迎駕廟裡萬善爺的分靈神像回到成功祭祀，不過當時的分靈體僅是一塊石塊。
1979年，萬善廟廟婆何張邱霞的丈夫何萬清，向萬善爺祈求能在出海後捕捉百斤的大旗魚，如成真，將安置萬善爺金身以謝神明。果然在隔天出海捕魚返回成功鎮時，順利捕獲超過百斤大旗魚數尾，於是為實現對神明的承諾，他便起身前往花蓮尋找神像雕刻師。不過，由於他並不知道萬善爺的樣貌，所以來到花蓮後，卻也無法說出要如何雕刻。殊不知後來雕刻師表示早在何萬清來訪之前，便已經夢到萬善爺指示，三天後將會有人來委託雕刻其金身，而何萬清到訪時剛好是第三天，雕刻師傅也跟何萬清說，神像的高度會有8吋，一週後便可取回，因此這件事也成為萬善廟傳奇故事。
1986年，成功鎮鎮民王東吉在一夜裡夢見一位長者呼喚他，後來出現一位身披戰甲的將軍告訴他，「你要幫我建廟」。一早起來後，王東吉認為，或許是因為鄰近三民里的土地公廟，因為省道拓寬的關係需要遷移，因此到廟裡擲茭求問。但因為擲茭結果沒有聖筊，因此王東吉又輾轉到訪了成功地區各地的廟宇求問，卻仍沒有結果。
最後，經友人的提醒，或許是港口那間簡陋的萬善廟，因此王東吉再次動身前往萬善廟求問。而當他來到萬善廟後，驚見夢裡的將軍便是廟裡所供奉的神像，不過當時仍不太相信的王東吉直言，如果能夠擲出10個聖筊，才會相信，之後，在萬善廟信徒眾目睽睽之下，他一共擲出令人難以置信的16個聖筊，王東吉才相信了是萬善爺請託他興建廟宇。然而，當時僅是一位建築工人的王東吉，並沒有龐大的資金能夠支持廟宇興建，但巧合的是，陸陸續續開始有人委託他興建房屋，口耳相傳之下，原本估計需要花1年籌措的資金，竟提前10個月就達標了。
成功地區在當時，十分盛行六合彩的博弈活動，更有人傳聞依照夢境的內容而發大財，王吉東也隨這波浪潮，依自己的夢境「新港人山領先、有一間破廟、長滿了蜘蛛網」解讀成「山就是3、1間廟、蜘蛛網是8卦型」的內容。後來就依照解讀出來的數字「318」來做為設計廟宇的長寬高。
1988年，新萬善廟正式完工，並重新迎駕萬善爺回來安座，王東吉再來到彰化縣鹿港鎮，委請雕塑師傅製作三尊「鎮殿金身」（萬善爺、大眾爺、有應公），當時許多漁民的家屬常在廟裡等候出海捕魚的親人回來。部分自外縣市而來的漁民，在卸下漁獲後，也會特地到萬善廟裡祭拜以祈求漁獲豐收，萬善廟香火日益鼎盛。
2000年，成功鎮漁民出海捕魚開始出現漁獲量不佳的狀況，許多漁民因憂心生計不保，因此前往萬善廟內祈求保佑。一天夜裡，廟婆何張邱霞說夢見萬善爺指示有片海域擁有豐富魚獲，後來漁民們順著指示前往捕撈，果然滿載而歸。
因此後來漁民們為答謝萬善爺，經廟婆向萬善爺請示應許後，便委託成功地區的木雕師傅，雕刻出一尊長3.6公尺、重200公斤的木雕旗魚神，安置在廟前供成功漁民及鎮民膜拜祭祀，因此萬善廟又被稱為「旗魚廟」。並且，許多成功鎮的鎮民以及漁民也藉以膜拜旗魚神祈求每年的漁獲豐收與出海平安。

## 重要祭典
成功鎮於每年10至11月的旗魚盛產期會舉行獨特的旗魚祭活動，這時萬善廟內的旗魚神會參與繞境活動。而當遶境中，信徒在祭拜旗魚神並要撫摸旗魚神像的時候，便會唸著成功當地流傳下來諺語：
|  | 摸你旗魚頭乎你好彩頭、摸你旗魚肚乎你載滿肚、摸你旗魚尾乎你抓通尾 |

每年的元宵節繞境，旗魚神也會依同參與遶境活動，每年農曆8月24是萬善爺誕辰，這時萬善廟會有各地的香客前來祭拜萬善爺。
成功萬善廟所祭祀的萬善爺到2016年截止，已行教一甲子，萬善爺被尊曾為「萬靈王」，增加代天巡狩的宗教活動。2016年4月10日已舉辦第一屆，2017年預定將在5月6日舉辦，明年2018年也預定將舉辦代天巡狩。

## 圖集

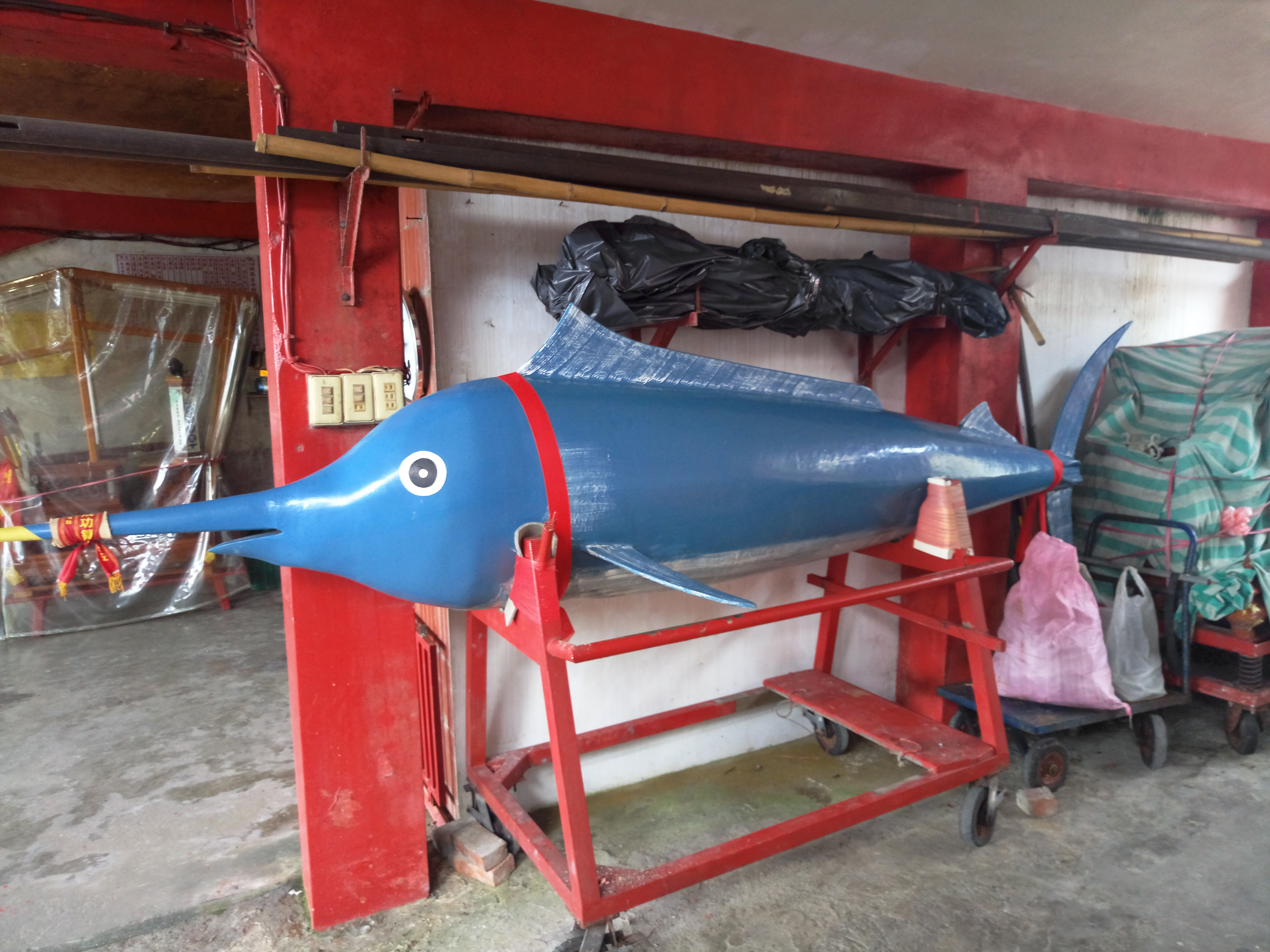
成功萬善廟內全臺唯一的木雕旗魚神
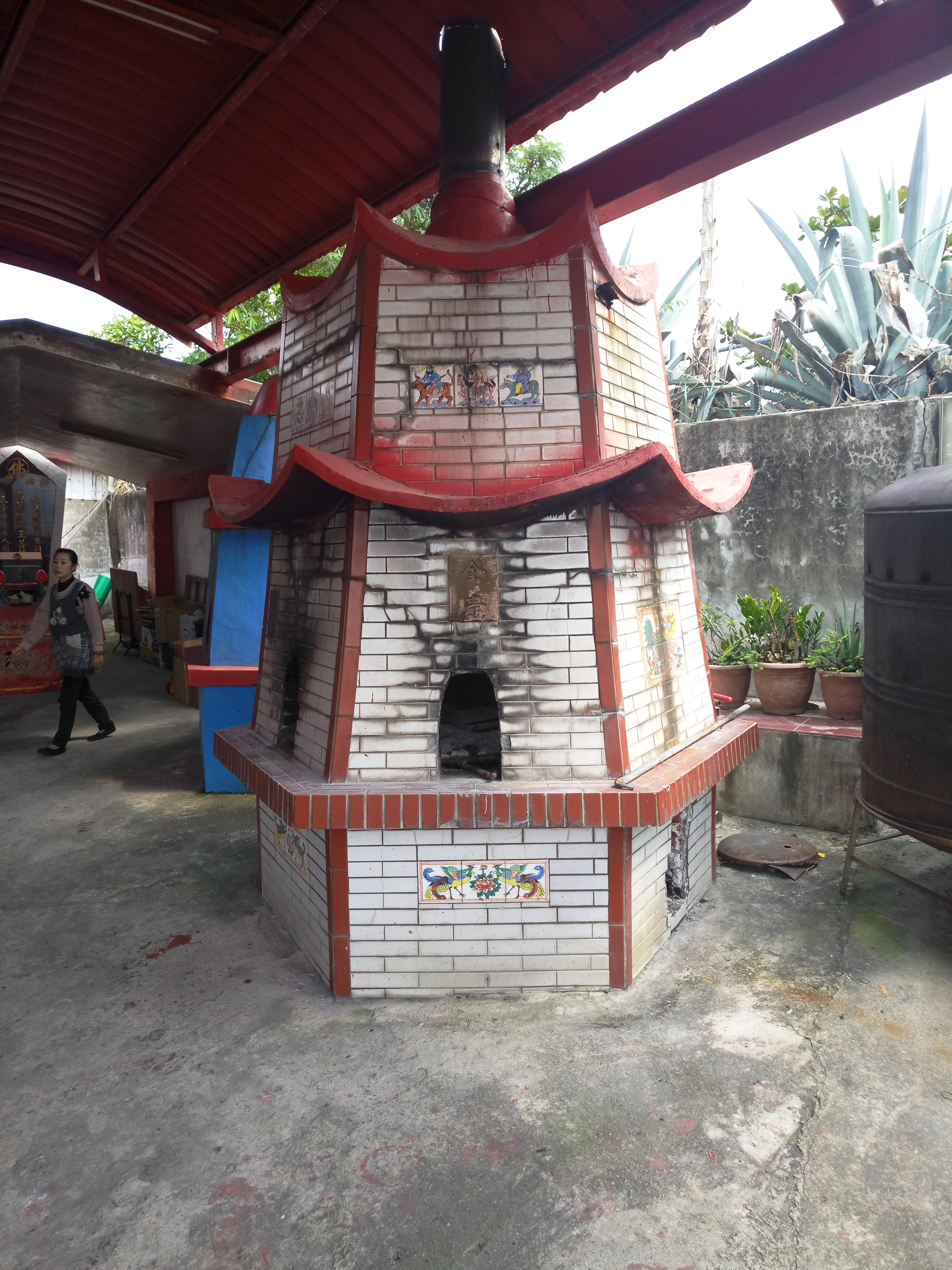
成功萬善廟金爐
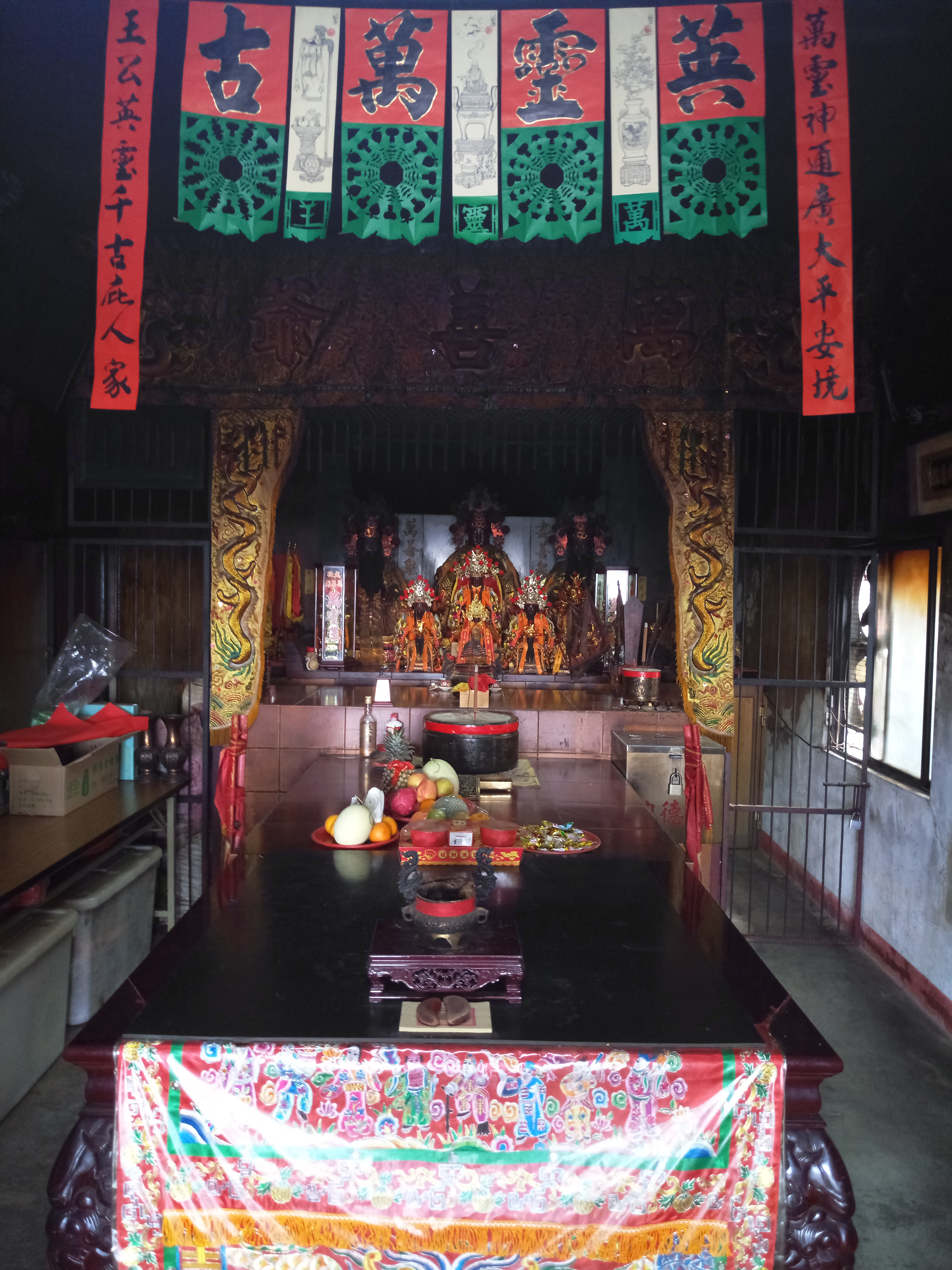
成功萬善廟主殿內部
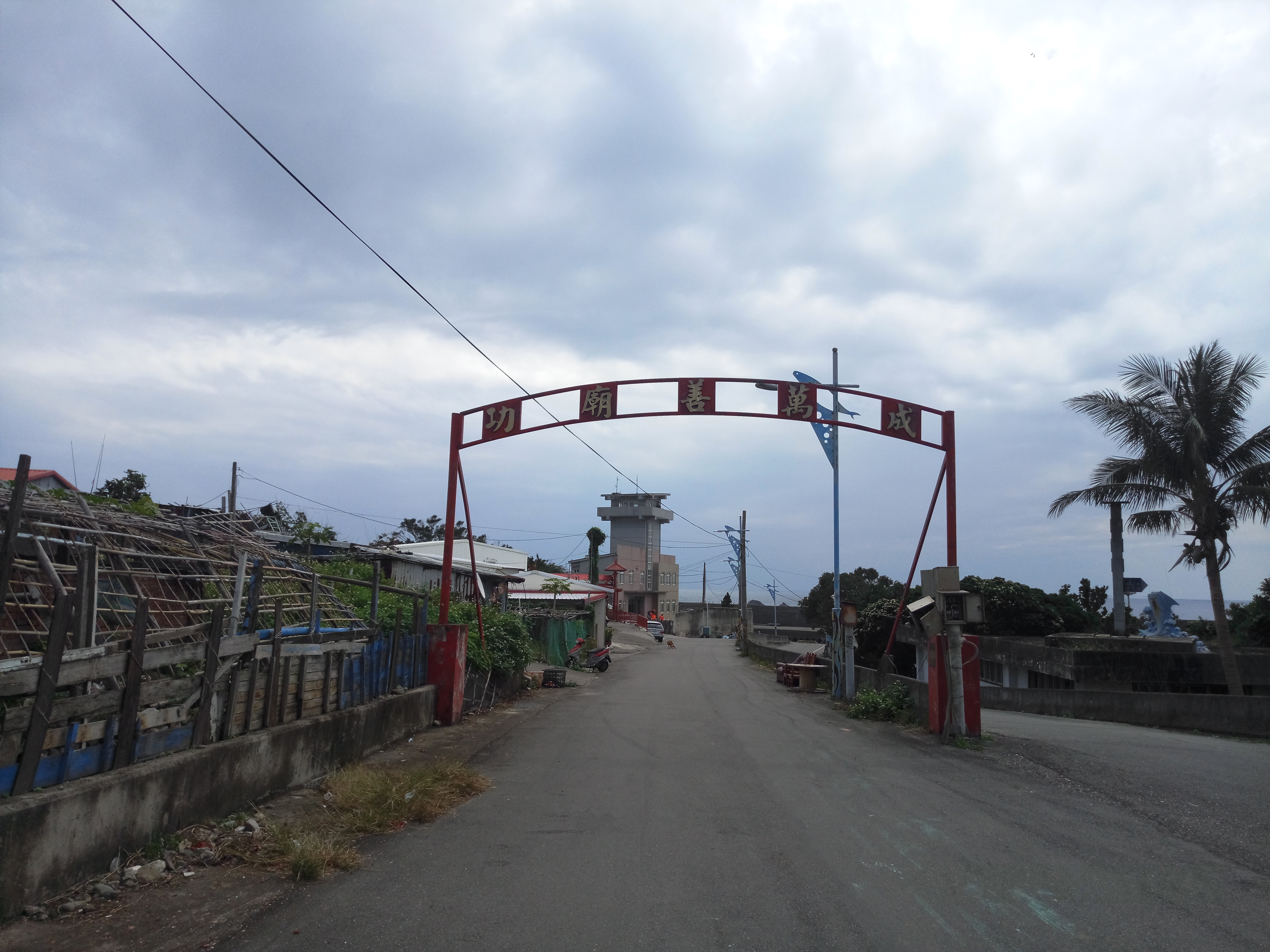
成功萬善廟門樓

## 資料來源
1. 1 2  . 交通部觀光局東部海岸國家風景區管理處.   [2017-02-21]. （原始内容存档于2019-11-11） （中文（臺灣））.
2. 1 2 3 4  . 文化部. 2015-04-15  [2017-02-21]. （原始内容存档于2015-07-29） （中文（臺灣））.
3. 1 2  . 文化部. 2012-10-17  [2017-02-21]. （原始内容存档于2019-09-21） （中文（臺灣））.
4. 1 2  陳英傑. . 漁業署廣播電台.   [2017-02-21]. （原始内容存档于2019-09-19） （中文（臺灣））.
5. 1 2 3 4  台灣故事島. . 文化部. 2014-08-12  [2017-02-21]. （原始内容存档于2019-09-28） （中文（臺灣））.
6. ↑  田俊雄. . 《聯合報》. 2000-09-29 （中文（臺灣））.
7. 1 2 3  何源興、江偉全、陳文義.  (PDF). 水產試驗所東部海洋生物研究中心. 2010-07-19  [2017-02-21]. （原始内容 (PDF)存档于2019-09-29） （中文（臺灣））.
8. 1 2  田俊雄. . 《聯合報》. 2003-06-28 （中文（臺灣））.
9. ↑  . 臺東縣政府.   [2017-02-21]. （原始内容存档于2017年7月28日） （中文（臺灣））.
10. ↑  . youtube. 2016-04-10  [2017-02-24] （中文（臺灣））.